# Holotrichia karschi
Holotrichia karschi är en skalbaggsart som beskrevs av Brenske 1892. Holotrichia karschi ingår i släktet Holotrichia och familjen Melolonthidae. Inga underarter finns listade i Catalogue of Life.